# Catherine Ocelot
Catherine Ocelot est une autrice de bande dessinée québécoise originaire de Québec et domiciliée à Montréal.

## Biographie
Elle suit des études en arts visuels et en art-thérapie, puis entre chez Radio-Canada comme directrice artistique. En parallèle à une carrière de «motion designer», elle développe des oeuvres dans le champ de la bande dessinée. Elle publie ses livres chez Mécanique générale, label spécialisé en bande dessinée. Elle est la cofondatrice, avec Rosalie Lavoie, Marie Saur Julie Delporte et David Turgeon de la revue Tristesse. Le premier numéro est sorti en novembre 2017 et le second en mai 2018.
De février 2018 à mars 2019, elle effectue une résidence à la Cinémathèque québécoise, à Montréal,. En septembre 2019, elle amorce une collaboration avec le quotidien La Presse, où elle crée des bandes dessinées sur des thèmes variés.
En 2022, elle publie la bande dessinée Symptômes aux éditions Pow Pow et collabore avec le magazine Elle Québec en tant qu’autrice de bandes dessinées.

## Œuvres

### Thématiques abordées
À travers ses œuvres, Catherine Ocelot théâtralise le réel et la parole, dans un monde à la fois semblable à la réalité et onirique. Dans Talk Show, le personnage principal (un ours blanc) travaille pour la télévision. Malgré cette omniprésence de l'écran, la parole est travaillée, comme au théâtre, donnant lieu à de longs dialogues entre les protagonistes. Son travail est nourri par une réflexion personnelle sur la création et la condition d'artiste. En témoigne tout particulièrement La Vie d'artiste, publié en 2018, qui prend la forme d'un recueil d'entretiens. Cette bande dessinée se situe donc entre l'autofiction (les parties où elle se met en scène seule ou avec sa fille) et le documentaire (les entretiens réalisés avec sept personnalités de la scène culturelle). On y retrouve des entrevues avec le cinéaste Rafaël Ouellet, les autrices Daphné B., Emmanuelle Caron et Julie Delporte, le producteur et directeur de la Cinémathèque québécoise Marcel Jean, l'artiste Natacha Clitandre, ainsi que l'actrice et réalisatrice Micheline Lanctôt, tous représentés couverts de plumes, anonymes, ce qui pousse le lecteur à prêter une grande attention aux mots. 
Accueilli chaleureusement par la critique, La Vie d'artiste synthétise la démarche de l'autrice à travers un dispositif sophistiqué proposant un équivalent graphique à la captation de la parole par un magnétophone, alors que l'ensemble des personnages sont recouverts d'une chape de plumes qui fait d'eux d'étranges créatures, mi-animales mi-humaines. Le livre remporte le Prix Bédélys du meilleur album, et fut nommé aux Prix des Libraires 2019.  
En 2022, elle publie la BD Symptômes.

### Publications
- Nenette cherche un sens, Mécanique Générale, 2006  (ISBN 9782922827286)
- Talk Show, Mécanique Générale, 2016  (ISBN 9782922827699)
- La Vie d'artiste, Mécanique Générale, 2018  (ISBN 9782922827873)
  - La vie d'artiste, éditions La ville brûle, 2019  (ISBN 9782360121151)
  - Art Life, traduction Aleshia Jensen, Conundrum Press, 2020  (ISBN 978-1-77262-046-7)
- Symptômes, éd. Pow Pow, 2022  (ISBN 978-2-924049-95-2)

### Participations à des collectifs
- Terriens, planches contre le racisme, 400 coups, 2006
- Plan cartésien, 400 coups, 2006
- Bears+Beer, 400 coups, 2007
- Lecture à vue : La Mauvaise tête dessine Alto, Colosse, 2010

## Prix et distinctions
- Prix BD des collégiens 2023 [14]pour Symptômes
- Prix Bédélys du meilleur album de bande dessinée québécois [15]2018 pour La vie d'artiste
- Finaliste au Prix des libraires 2019[16] La vie d'artiste
- Finaliste Prix BD du Salon du livre de Trois-Rivières 2023[17] pour Symptômes
- Finaliste prix Bédélys catégorie Québec 2023 pour Symptômes